# Poggiridenti
Poggiridenti – miejscowość i gmina we Włoszech, w regionie Lombardia, w prowincji Sondrio.
Według danych na rok 2004 gminę zamieszkiwało 1807 osób, 903,5 os./km².